# 실존적 위기

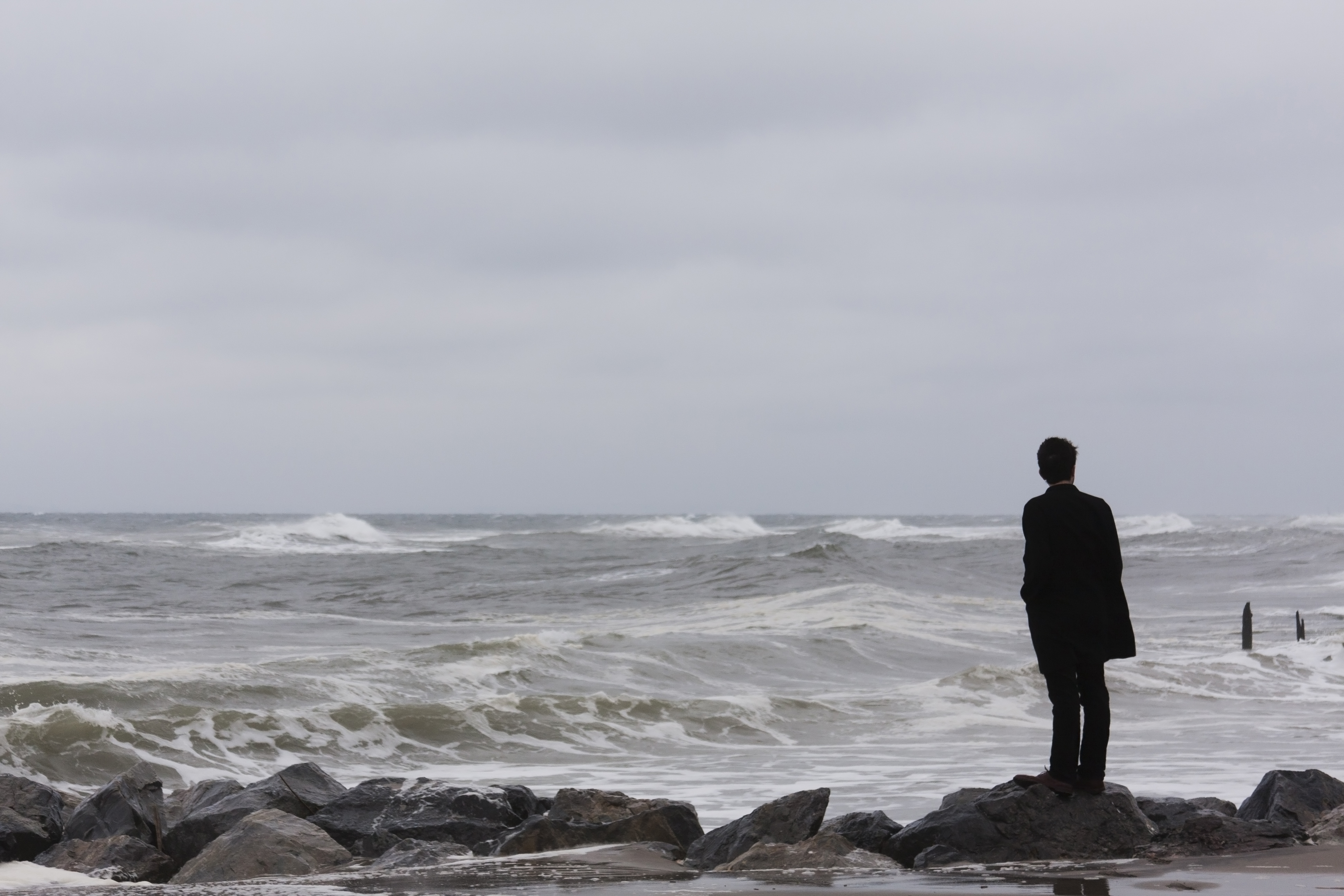
자연 앞에서 외로움과 무의미함을 느끼는 것은 실존적 위기에서 흔히 발생한다.

실존적 위기, 생존적 위기(Existential crisis)는 심리학과 심리요법에서 삶의 의미가 부족하다는 인상이나 개인의 정체성에 대한 혼란을 특징으로 하는 내적 갈등이다. 실존적 위기는 불안과 스트레스를 동반하며, 종종 일상 생활에서 정상적인 기능을 방해하고 우울증을 유발할 정도로 심각하다. 삶과 의미에 대한 이러한 부정적인 태도는 실존주의로 알려진 철학 운동의 특징적인 다양한 입장을 반영한다. 동의어와 밀접하게 관련된 용어에는 실존적 공포, 실존적 공백, 실존적 신경증 및 소외가 포함된다. 실존적 위기와 관련된 다양한 측면은 때때로 정서적, 인지적, 행동적 요소로 구분된다. 정서적 구성 요소는 정서적 고통, 절망, 무력감, 죄책감, 불안 또는 외로움과 같이 유발하는 감정을 말한다. 인지적 구성요소는 무의미함의 문제, 개인적 가치 또는 영적 신앙의 상실, 자신의 죽음에 대한 반성을 포함한다. 외적으로 실존적 위기는 종종 중독, 반사회적, 강박적 행동으로 표현된다.
구체적인 증상은 경우에 따라 많이 다를 수 있다. 이론가들은 다양한 유형의 실존적 위기를 구별하여 이 문제를 해결하려고 노력한다. 분류는 일반적으로 실존 위기의 핵심 문제가 개인의 삶의 단계와 개인 발달에 따라 다르다는 생각에 기초한다. 학술문헌에서 흔히 볼 수 있는 유형으로는 10대의 위기, 분기기의 위기, 중년의 위기, 노년의 위기 등이 있다. 그들은 모두 자신의 삶의 의미와 목적에 대해 갈등을 겪고 있다는 공통점이 있다. 초기 위기는 좀 더 미래지향적인 경향이 있다. 개인은 인생에서 어떤 길을 따라야 할지에 대해 불안하고 혼란스러워하며, 특히 교육과 직업은 물론 사회적 관계에서의 개인의 정체성과 독립성과 관련하여 더욱 그러하다. 인생 후반의 위기는 더욱 과거 지향적이다. 인생의 정점을 지났다는 느낌에 의해 촉발되는 경우가 많으며 죄책감, 후회, 죽음에 대한 두려움 등이 특징인 경우가 많다. 개인의 나이는 일반적으로 그들이 경험하는 위기의 유형과 일치하지만 개인 발달 수준에는 많은 차이가 있기 때문에 항상 그런 것은 아니다. 어떤 사람들은 이러한 유형 중 일부만 경험하거나 전혀 경험하지 않을 수도 있다. 이전의 실존적 위기가 적절하게 해결되면 일반적으로 개인이 이후의 위기를 해결하거나 피하는 것이 더 쉬워진다.
무의미함의 문제는 이러한 모든 유형에서 중심적인 역할을 한다. 그것은 전반적인 삶의 의미나 우리가 여기에 있는 이유와 관련된 우주적 의미의 형태로 나타날 수 있다. 또 다른 형태는 개인이 주로 자신의 삶에 대한 목적과 가치를 발견하려고 노력하는 개인적인 세속적 의미와 관련된다. 무의미함의 문제는 의미 있는 삶을 살고자 하는 인간의 욕망과 때로는 부조리라고도 불리는 세상의 명백한 무의미함과 무관심 사이의 불일치 때문에 문제가 된다. 개인이 의미를 찾을 수 있는 다양한 의미 소스가 제안되었다. 여기에는 이타주의 또는 다른 사람에게 이익을 주려는 노력이 포함된다. 종교적 또는 정치적 운동과 같은 대의명분에 헌신하는 것, 예를 들어 예술 창작을 통한 창의성, 쾌락주의 또는 쾌락 추구, 자아실현은 타고난 잠재력의 발달을 의미한다. 자신의 고난에 대한 올바른 태도를 찾는 것이다.
실존적 위기는 불안, 나쁜 관계 형성 등 개인적 차원에서는 물론, 높은 이혼율, 생산성 저하 등 사회적 차원에서도 다양한 부정적 결과를 낳는다. 또한 영향을 받은 사람들이 근본적인 문제를 해결하고 인간으로서 발전하도록 추진함으로써 긍정적인 효과를 가져올 수도 있다. 인생의 목적 테스트와 같은 일부 설문지는 누군가가 현재 실존적 위기를 겪고 있는지 여부를 측정하는 데 사용될 수 있다. 주로 부정적인 결과 때문에 실존적 위기를 해결하는 것이 중요하다. 가장 일반적인 접근 방식은 영향을 받은 사람들이 자신의 삶에서 의미를 찾도록 돕는 것이다. 이는 개인이 새로운 의미 체계에 신뢰를 두는 믿음의 도약을 통해 또는 의미의 원천에 대한 신중하고 증거 기반 평가에 초점을 맞춘 합리적인 접근 방식을 통해 발생할 수 있다. 일부 이론가들은 개인이 삶이 무의미하다는 것을 받아들이고 이러한 믿음에 대처하는 최선의 방법을 찾으려고 노력하는 허무주의적 접근 방식을 믿는다. 다른 접근법에는 인지 행동 치료와 사회적 관점 수용 실천이 포함된다.
심리학과 심리치료 외에, "실존 위기"라는 용어는 때때로 무언가의 존재가 위협받고 있음을 나타내는 데 사용된다.

## 같이 보기
- 부조리
- 반출생주의
- 이인증
- 고 (불교)
- 긍정적 해체
- 죽음에 이르는 병